# Natalia Zarembina

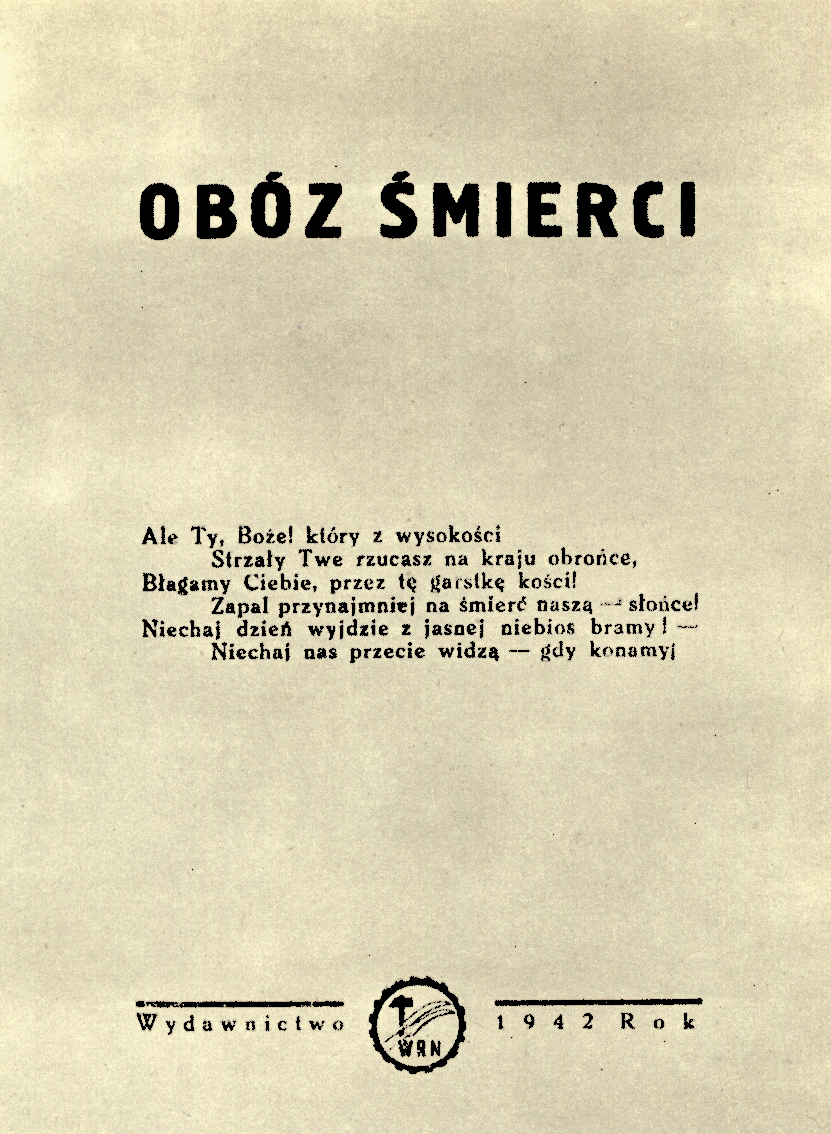
Obóz śmierci – pierwsze konspiracyjne wydanie reportażu z obozu koncentracyjnego Auschwitz-Birkenau z 1942 roku

Natalia Zarembina, z domu Lipszyc (ur. 1895, zm. 30 kwietnia 1973 w Warszawie) – polska pisarka i dziennikarka, działaczka Polskiej Partii Socjalistycznej – Wolność, Równość, Niepodległość, Rady Pomocy Żydom, uczestniczka konspiracji w okupowanej Polsce.

## Życiorys

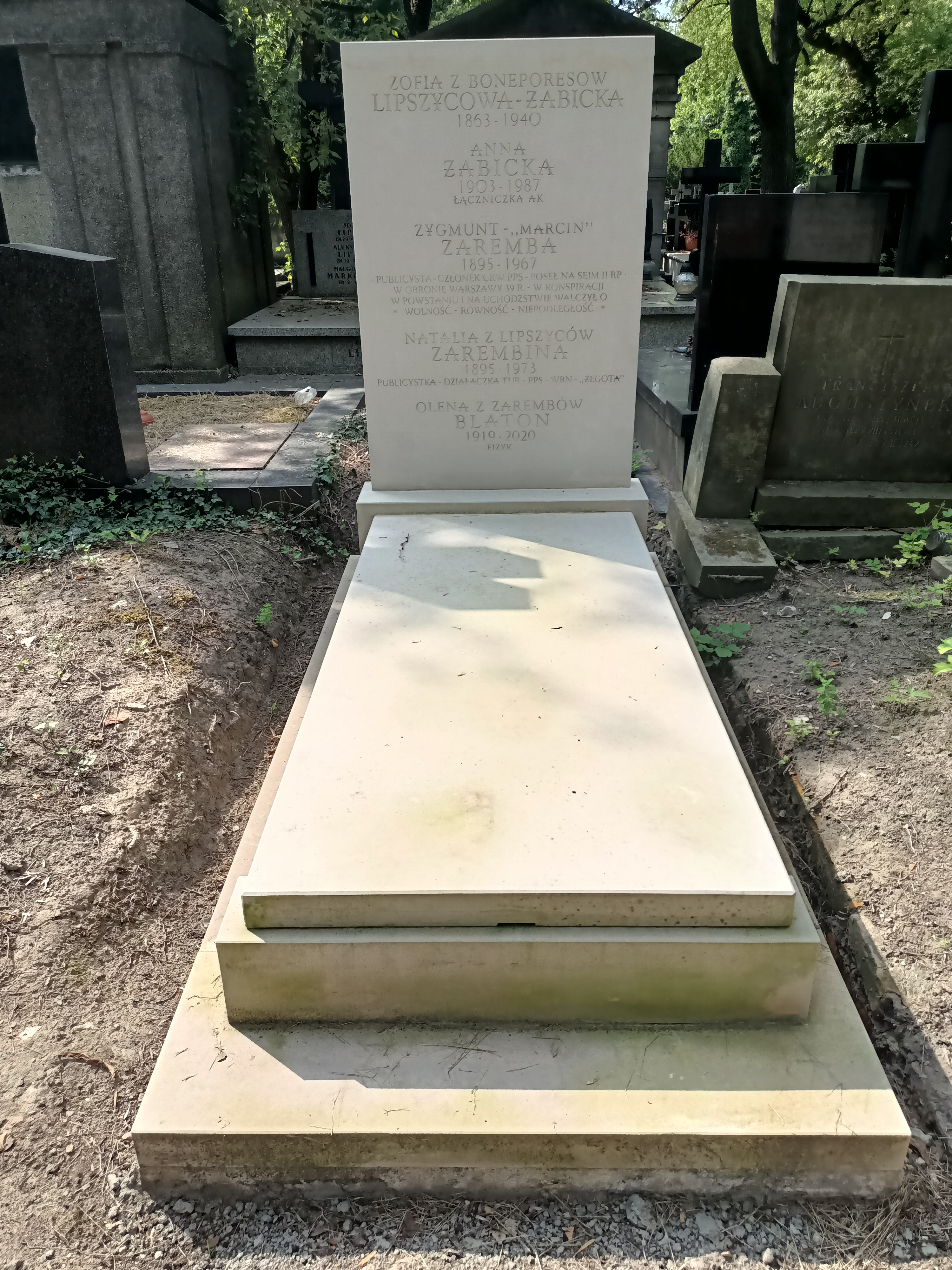
Grób Natalii Zarembiny i Zygmunta Zaremby na Cmentarzu Powązkowskim

Była żoną Zygmunta Zaremby. Używała także literackiego pseudonimu „Wita Marcinkowska”.
W grudniu 1942 opublikowała konspiracyjnie książkę Obóz śmierci, która była pierwszą dokumentalną relacją o niemieckim obozie koncentracyjnym Auschwitz-Birkenau . Zawarte w niej informacje autorka oparła na relacjach uciekinierów lub osób zwolnionych z obozu, głównie Eryka Lipińskiego (numer obozowy 20022), Henryka Świątkowskiego (numer nieustalony) i Edwarda Bugajskiego (numer obozowy 16929) .          W 1943 została przetłumaczona na język angielski i wydana w Londynie pod tytułem Auschwitz. The Camp of Death (pol. Auschwitz. Obóz śmierci). W 1944 ukazała się pod tym samym tytułem w Nowym Jorku . W latach 1943–1945 wydano ją także w siedmiu innych językach.
W 1946 Zarembina opuściła Polskę, udając się na emigrację polityczną. Publikowała tam książki pod okupacyjnym pseudonimem „Wita Marcinkowska”. W 1970, trzy lata po śmierci męża, który zmarł w 1967 we Francji, powróciła do Polski. Zmarła w Warszawie 30 kwietnia 1973. Pochowana na cmentarzu Powązkowskim w Warszawie (kwatera 139-3-26).
W 2005 po 60 latach wydano reprint książki o Auschwitz zawierający polski tekst wydrukowany w 1942 roku oraz dwa angielskie tłumaczenia . Książkę rozdawano honorowym gościom rocznicowych uroczystości w Oświęcimiu w 2005 roku.

## Dzieła
- Obóz śmierci (1942),
- Polska karząca (1943),
- Kroniki Generalnej Guberni. Opowiadania z kraju pod okupacją niemiecką (1945)[7] ,
- Ruski miesiąc (1948).